# Savonnières-en-Perthois
Pour les articles homonymes, voir Savonnières (homonymie).
Savonnières-en-Perthois est une commune française située dans le département de la Meuse, en région Grand Est.

## Géographie

### Communes limitrophes
Le territoire de la commune est limitrophe de 6 communes, dont une, Narcy, se trouve dans le département voisin de la Haute-Marne.  
|                      | Aulnois-en-Perthois     | Stainville          |
| Cousances-les-Forges | Savonnières-en-Perthois |                     |
| Narcy (Haute-Marne)  | Brauvilliers            | Juvigny-en-Perthois |

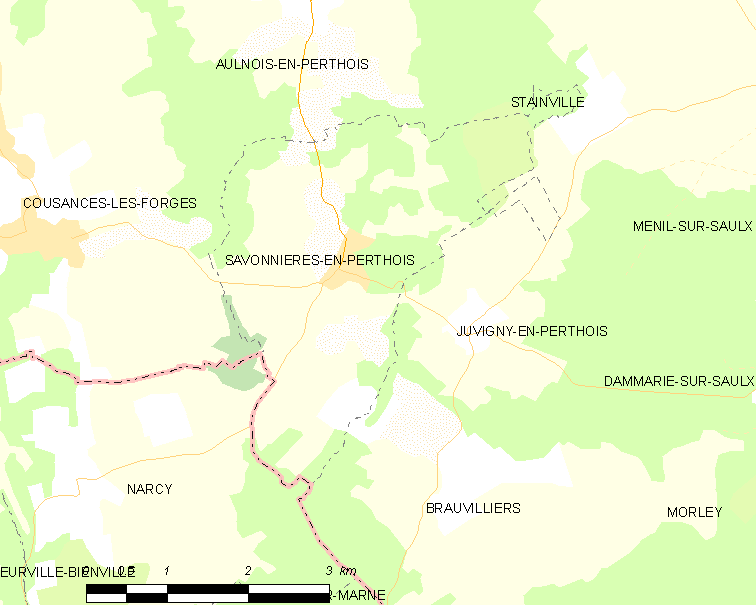
Carte de la commune.
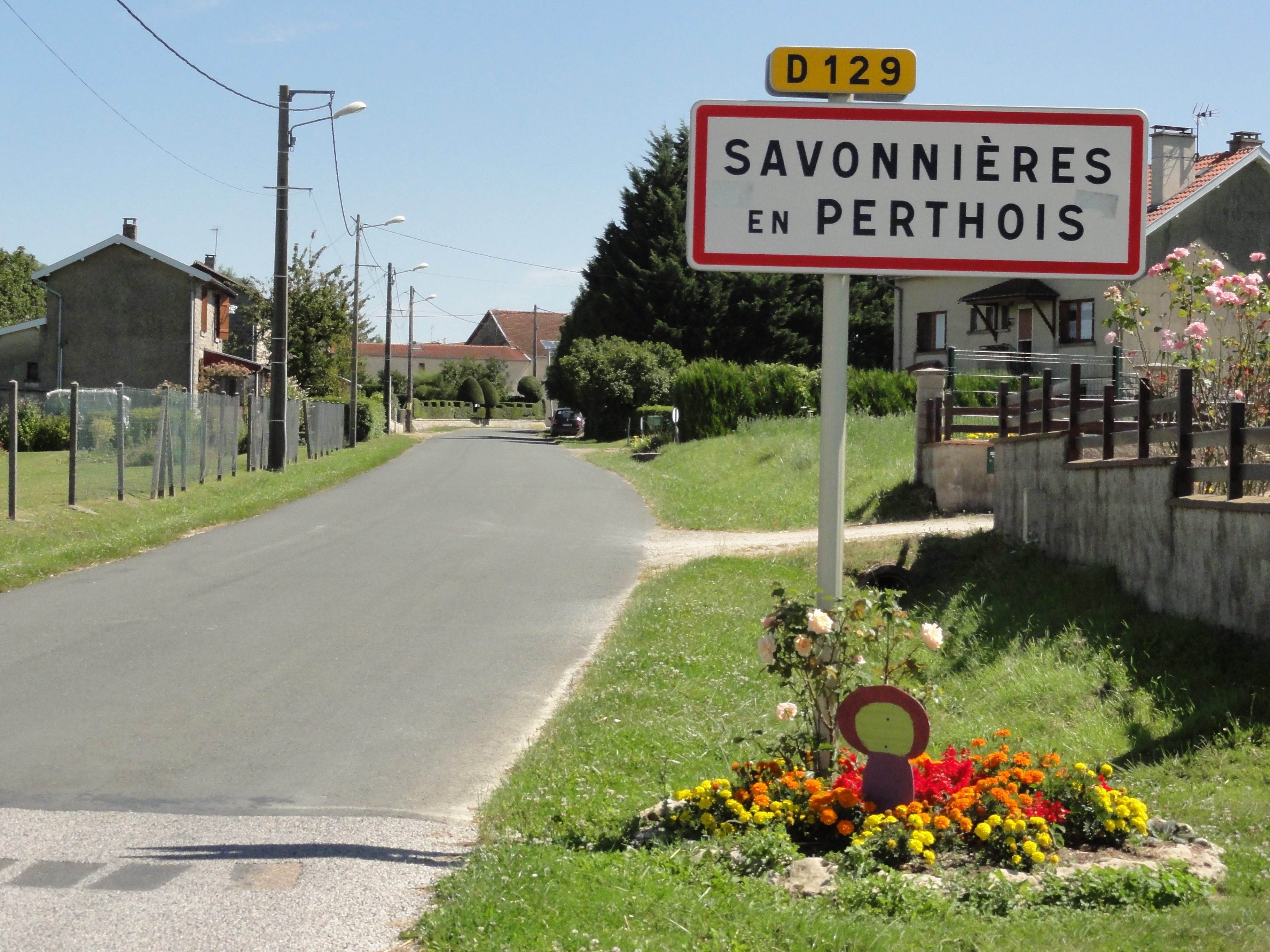
Entrée de Savonnières-en-Perthois.

### Hydrographie
La commune est dans la région hydrographique « la Seine de sa source au confluent de l'Oise (exclu) » au sein du bassin Seine-Normandie. Elle n'est drainée par aucun cours d'eau,.

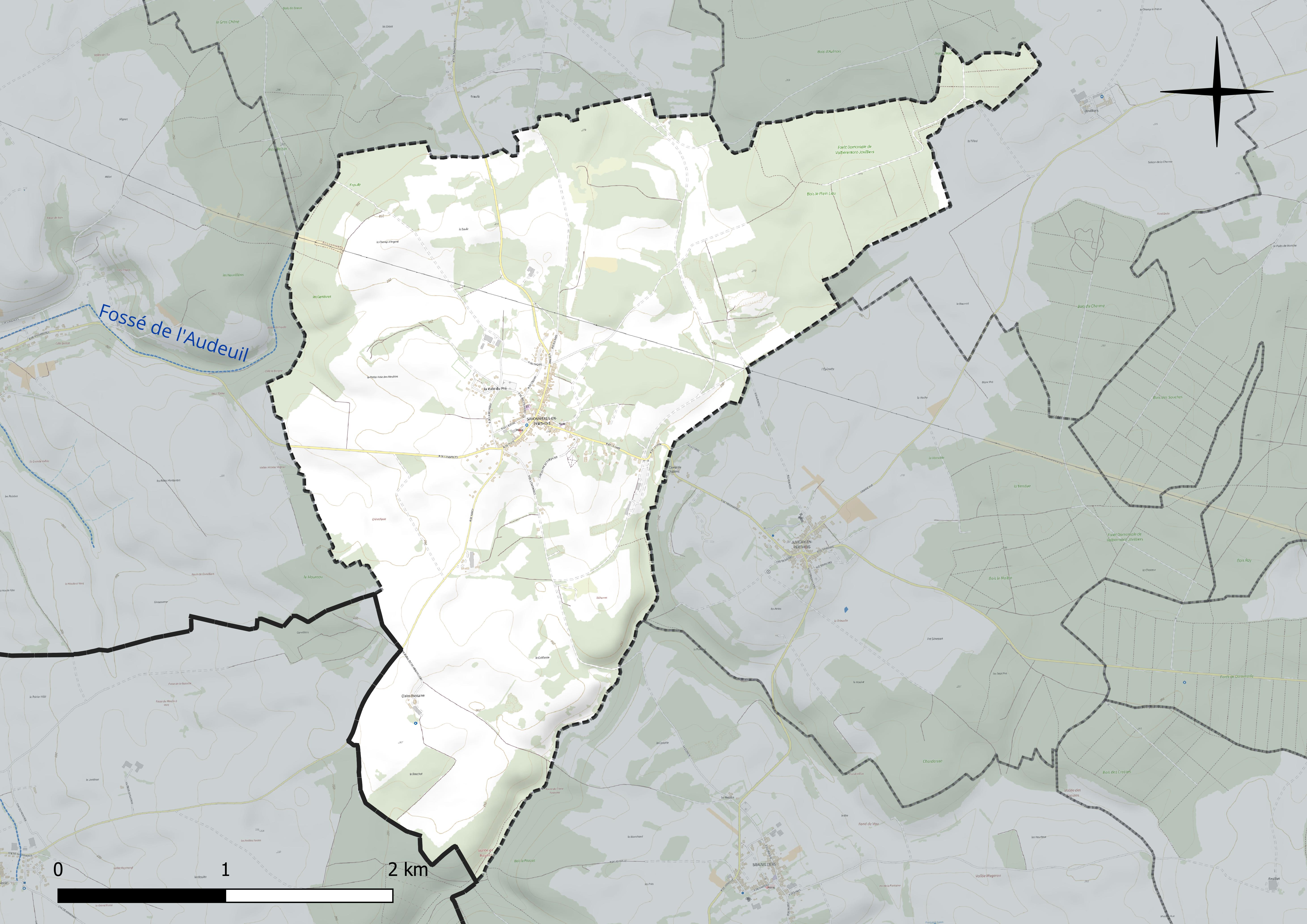
Réseau hydrographique de Savonnières-en-Perthois.

### Climat
Pour des articles plus généraux, voir Climat du Grand Est et Climat de la Meuse.
En 2010, le climat de la commune est de type climat de montagne, selon une étude du Centre national de la recherche scientifique s'appuyant sur une série de données couvrant la période 1971-2000. En 2020, Météo-France publie une typologie des climats de la France métropolitaine dans laquelle la commune est exposée à un climat océanique altéré et est dans la région climatique  Lorraine, plateau de Langres, Morvan, caractérisée par un hiver rude (1,5 °C), des vents modérés et des brouillards fréquents en automne et hiver. 
Pour la période 1971-2000, la température annuelle moyenne est de 9,9 °C, avec une amplitude thermique annuelle de 16,1 °C. Le cumul annuel moyen de précipitations est de 1 021 mm, avec 13,7 jours de précipitations en janvier et 9,6 jours en juillet. Pour la période 1991-2020, la température moyenne annuelle observée sur la station météorologique de Météo-France la plus proche, « Chevillon_sapc », sur la commune de Chevillon à 8 km à vol d'oiseau, est de 11,1 °C et le cumul annuel moyen de précipitations est de 982,1 mm. 
La température maximale relevée sur cette station est de 40,6 °C, atteinte le 25 juillet 2019 ; la température minimale est de −17,4 °C, atteinte le 20 décembre 2009,,. 
Les paramètres climatiques de la commune ont été estimés pour le milieu du siècle (2041-2070) selon différents scénarios d'émission de gaz à effet de serre à partir des nouvelles projections climatiques de référence DRIAS-2020. Ils sont consultables sur un site dédié publié par Météo-France en novembre 2022.

## Urbanisme

### Typologie
Au 1er janvier 2024, Savonnières-en-Perthois est catégorisée commune rurale à habitat dispersé, selon la nouvelle grille communale de densité à sept niveaux définie par l'Insee en 2022.
Elle est située hors unité urbaine. Par ailleurs la commune fait partie de l'aire d'attraction de Saint-Dizier, dont elle est une commune de la couronne,. Cette aire, qui regroupe 72 communes, est catégorisée dans les aires de 50 000 à moins de 200 000 habitants,.

### Occupation des sols
L'occupation des sols de la commune, telle qu'elle ressort de la base de données européenne d’occupation biophysique des sols Corine Land Cover (CLC), est marquée par l'importance des territoires agricoles (55,6 % en 2018), en diminution par rapport à 1990 (56,9 %). La répartition détaillée en 2018 est la suivante : 
terres arables (44,2 %), forêts (40,1 %), zones agricoles hétérogènes (8,6 %), zones urbanisées (4,2 %), prairies (2,9 %). L'évolution de l’occupation des sols de la commune et de ses infrastructures peut être observée sur les différentes représentations cartographiques du territoire : la carte de Cassini (XVIIIe siècle), la carte d'état-major (1820-1866) et les cartes ou photos aériennes de l'IGN pour la période actuelle (1950 à aujourd'hui).

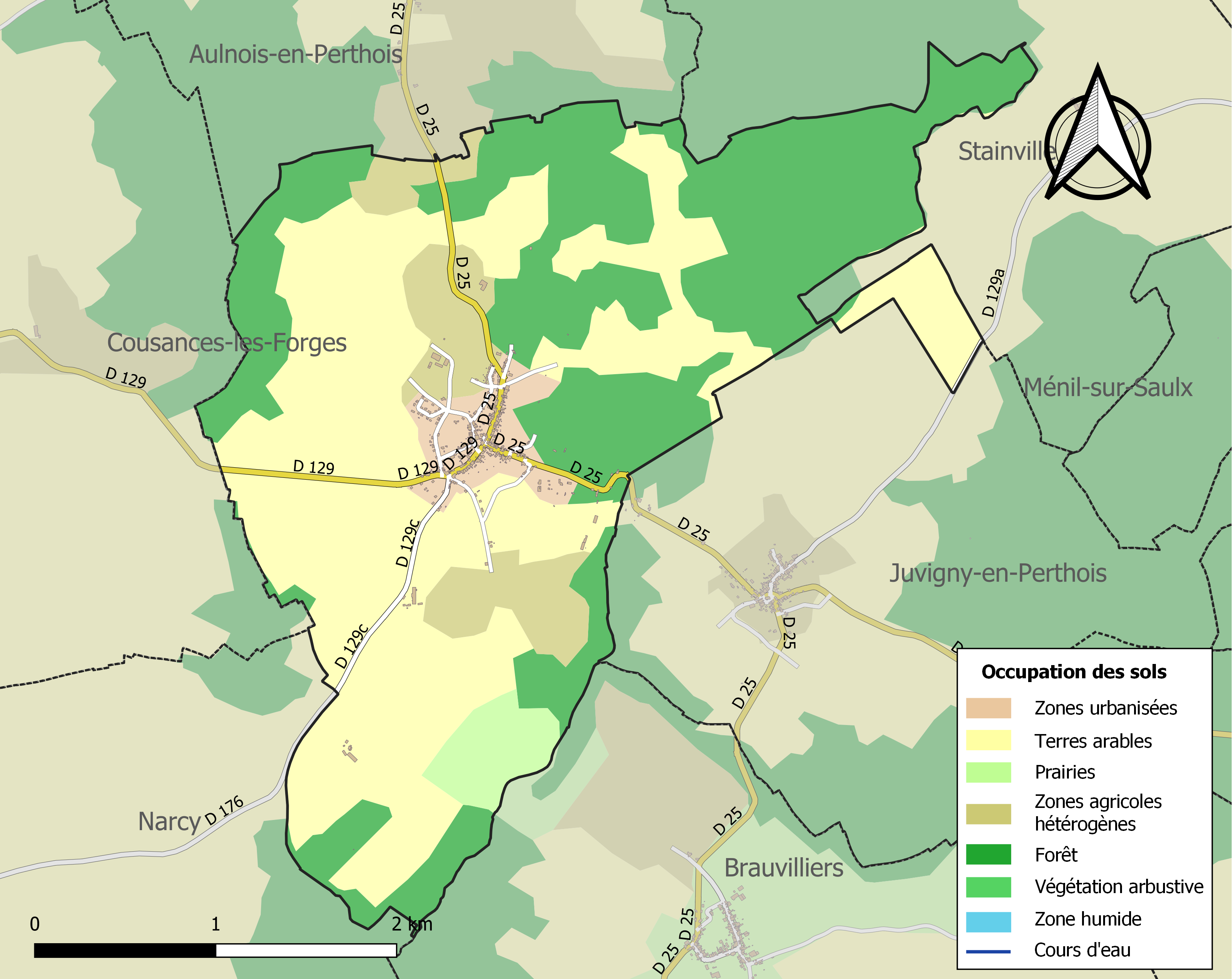
Carte des infrastructures et de l'occupation des sols de la commune en 2018 (CLC).

## Toponymie
Le nom de la localité est attesté sous les formes Savonniers-en-Pertoys (1579) ; Saponariæ (1707) ; Savonieres-en-Pertois (1749) ; Saponariæ-in-pago-Parthensi.

L'origine du nom Savonnières provient de la saponaire. La saponaire officinale (Saponaria officinalis) est une plante herbacée vivace de la famille des Caryophyllaceae. On l'appelle aussi savonnaire, savonnière, saponière, herbe à savon, herbe à foulon, savon des fossés ou savon de fosse.

Pour Ernest  Nègre, c'est le pluriel de l'oïl savonnière « savonnerie, lieu ou l'on fait le savon ».
Le Perthois est une microrégion qui relève de la Champagne humide, elle est située entre Saint-Dizier (au nord de la Haute-Marne) et Vitry-le-François (au sud de la Marne).

## Politique et administration
| Période                                  | Période                   | Identité                                         | Étiquette | Qualité             |
| ---------------------------------------- | ------------------------- | ------------------------------------------------ | --------- | ------------------- |
| Les données manquantes sont à compléter. |                           |                                                  |           |                     |
| mars 2001                                | mars 2008                 | Thérèse Jamar                                    |           |                     |
| mars 2008                                | mai 2016                  | Daniel Claquin                                   |           |                     |
| mai 2016                                 | En cours (au 27 mai 2020) | Fabrice Petermann Réélu pour le mandat 2020-2026 |           | Employé de commerce |

## Population et société

### Démographie
L'évolution du nombre d'habitants est connue à travers les recensements de la population effectués dans la commune depuis 1793. Pour les communes de moins de 10 000 habitants, une enquête de recensement portant sur toute la population est réalisée tous les cinq ans, les populations de référence des années intermédiaires étant quant à elles estimées par interpolation ou extrapolation. Pour la commune, le premier recensement exhaustif entrant dans le cadre du nouveau dispositif a été réalisé en 2005.

En 2022, la commune comptait 400 habitants, en évolution de −2,91 % par rapport à 2016 (Meuse : −4,4 %, France hors Mayotte : +2,11 %).
| 1793 | 1800 | 1806 | 1821 | 1831 | 1836 | 1841 | 1846 | 1851 |
| ---- | ---- | ---- | ---- | ---- | ---- | ---- | ---- | ---- |
| 284  | 283  | 295  | 296  | 376  | 401  | 398  | 428  | 484  |

| 1856 | 1861 | 1866 | 1872 | 1876 | 1881 | 1886 | 1891 | 1896 |
| ---- | ---- | ---- | ---- | ---- | ---- | ---- | ---- | ---- |
| 439  | 440  | 484  | 500  | 603  | 638  | 687  | 626  | 756  |

| 1901 | 1906 | 1911 | 1921 | 1926 | 1931 | 1936 | 1946 | 1954 |
| ---- | ---- | ---- | ---- | ---- | ---- | ---- | ---- | ---- |
| 903  | 929  | 920  | 724  | 769  | 675  | 648  | 559  | 557  |

| 1962 | 1968 | 1975 | 1982 | 1990 | 1999 | 2005 | 2006 | 2010 |
| ---- | ---- | ---- | ---- | ---- | ---- | ---- | ---- | ---- |
| 548  | 510  | 456  | 476  | 458  | 461  | 488  | 489  | 460  |

| 2015 | 2020 | 2022 | - | - | - | - | - | - |
| ---- | ---- | ---- | - | - | - | - | - | - |
| 419  | 402  | 400  | - | - | - | - | - | - |

## Culture locale et patrimoine

### Associations
- Association sports et loisirs de Savonnières-en-Perthois.
- Groupe d'études et de recherches spéléologiques meusien (locaux techniques).

### Lieux et monuments

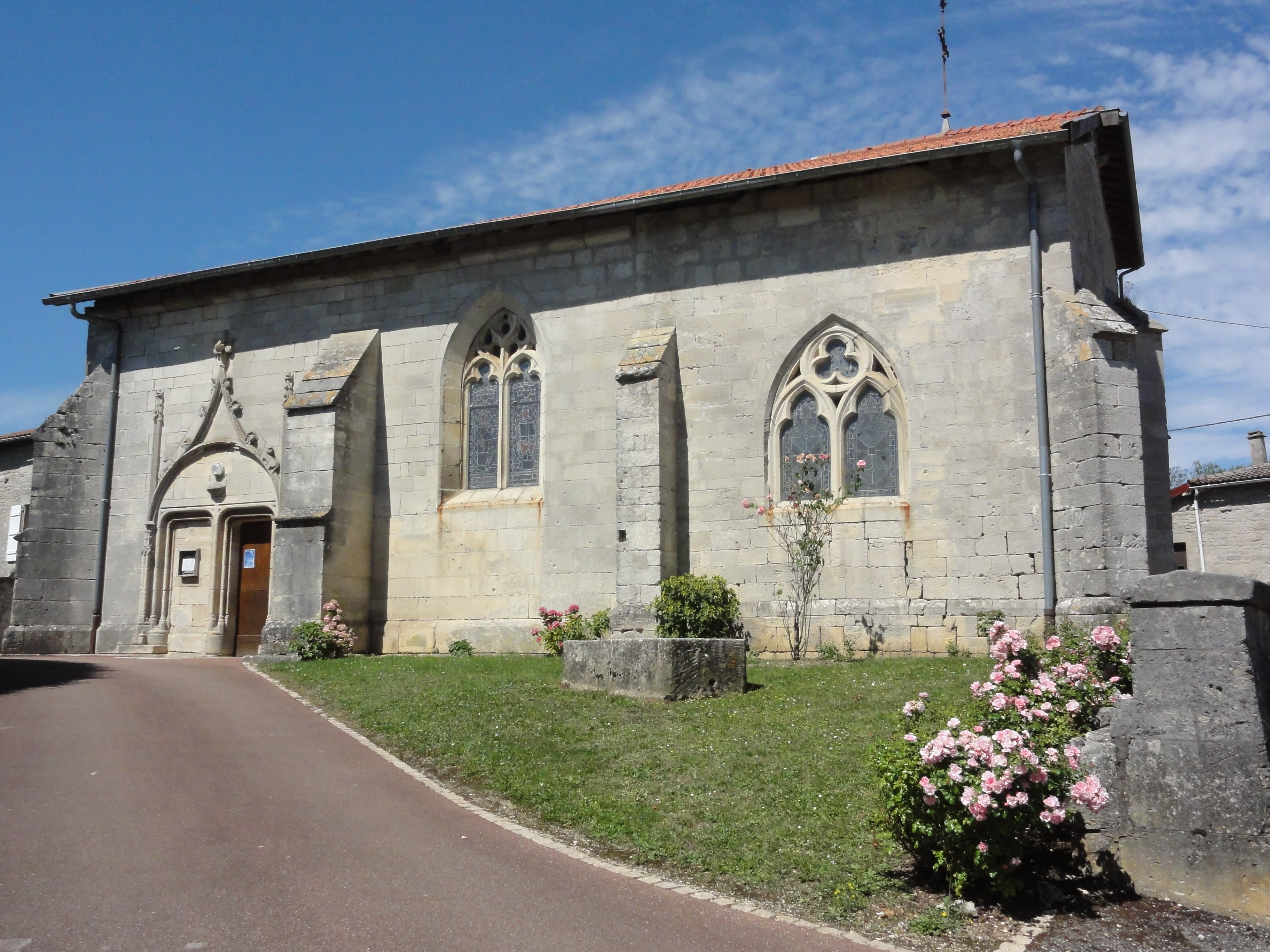
Église Saint-Maurice.
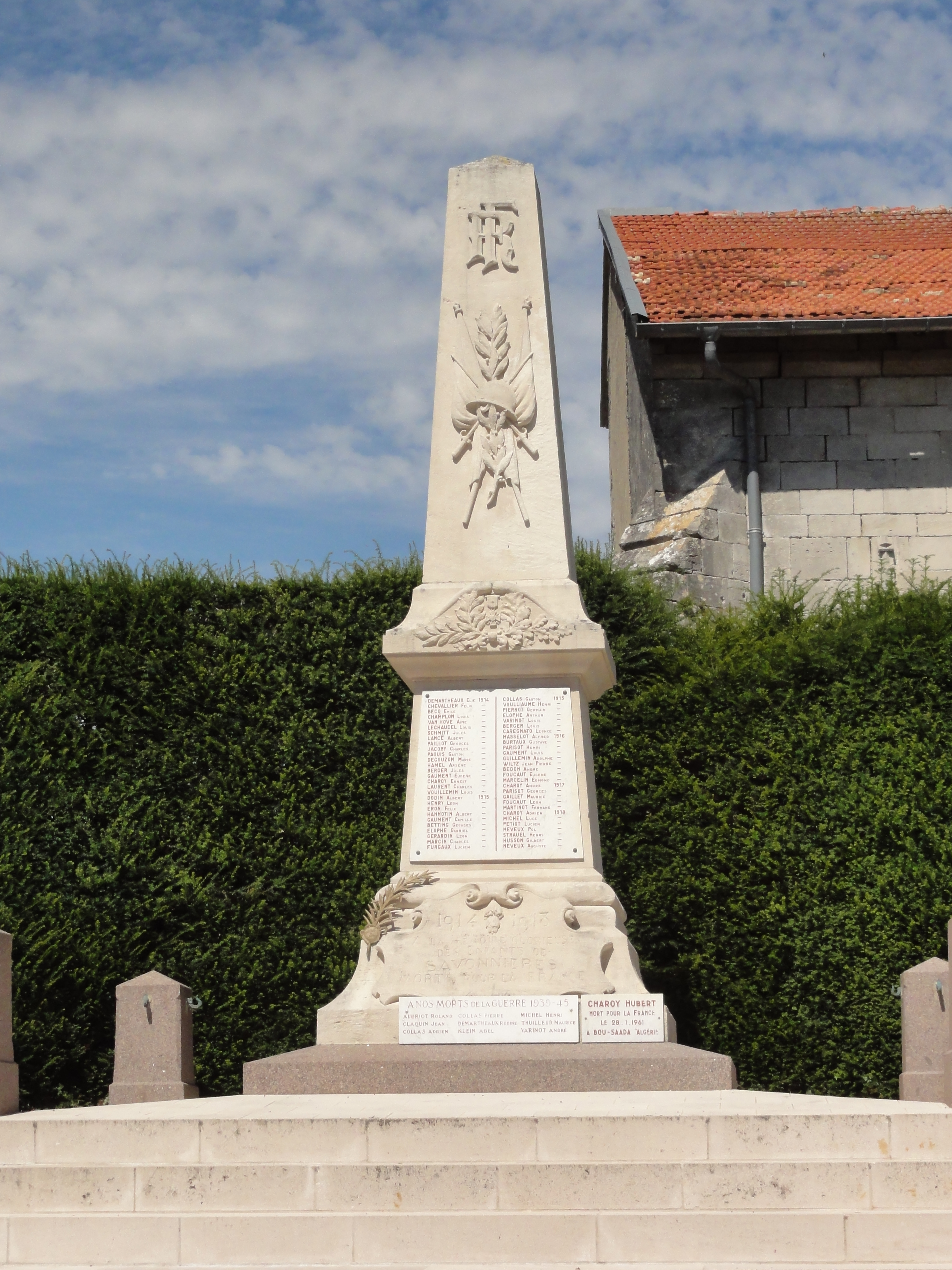
Monument aux morts.
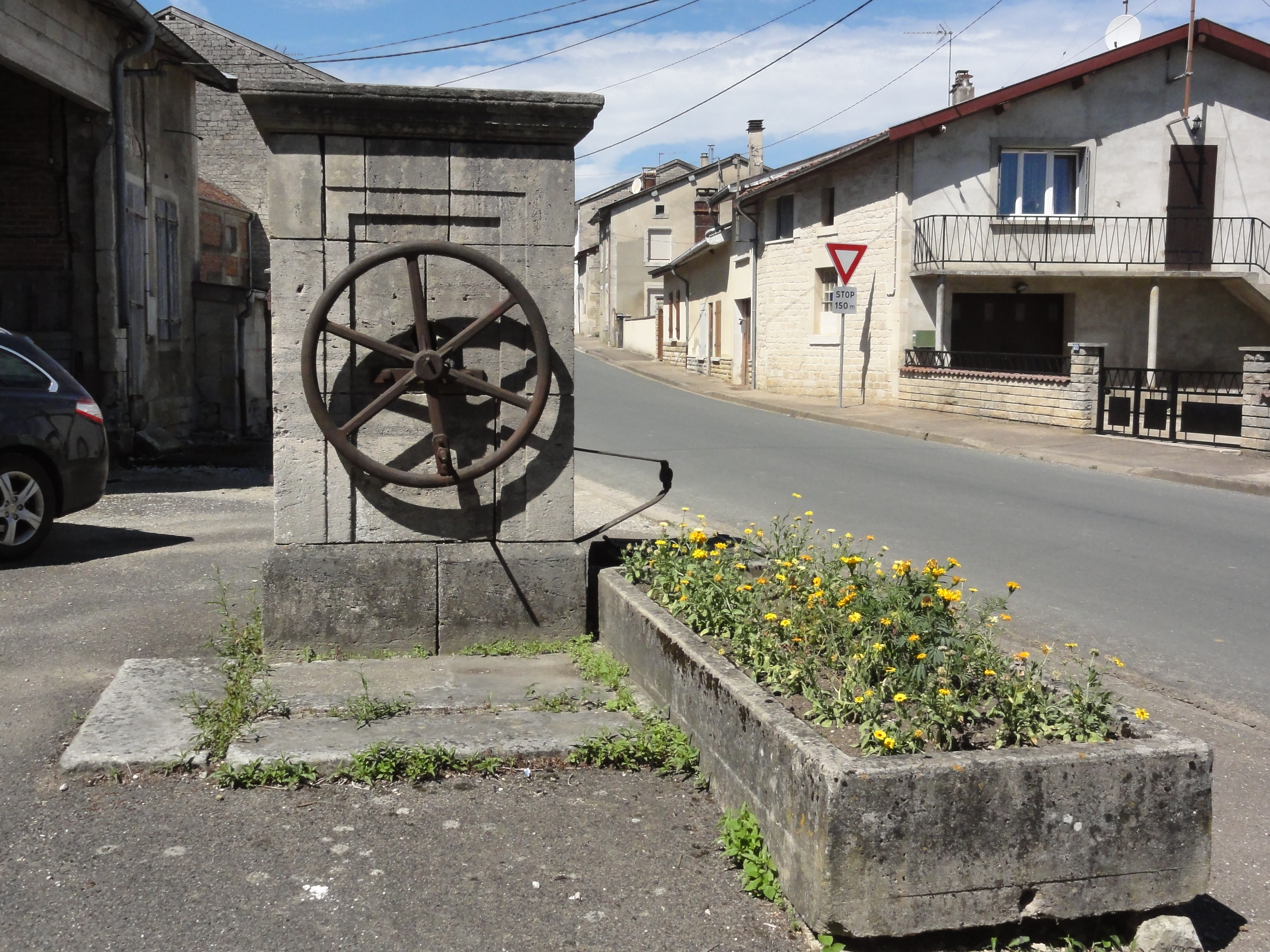
Pompes-fontaines.
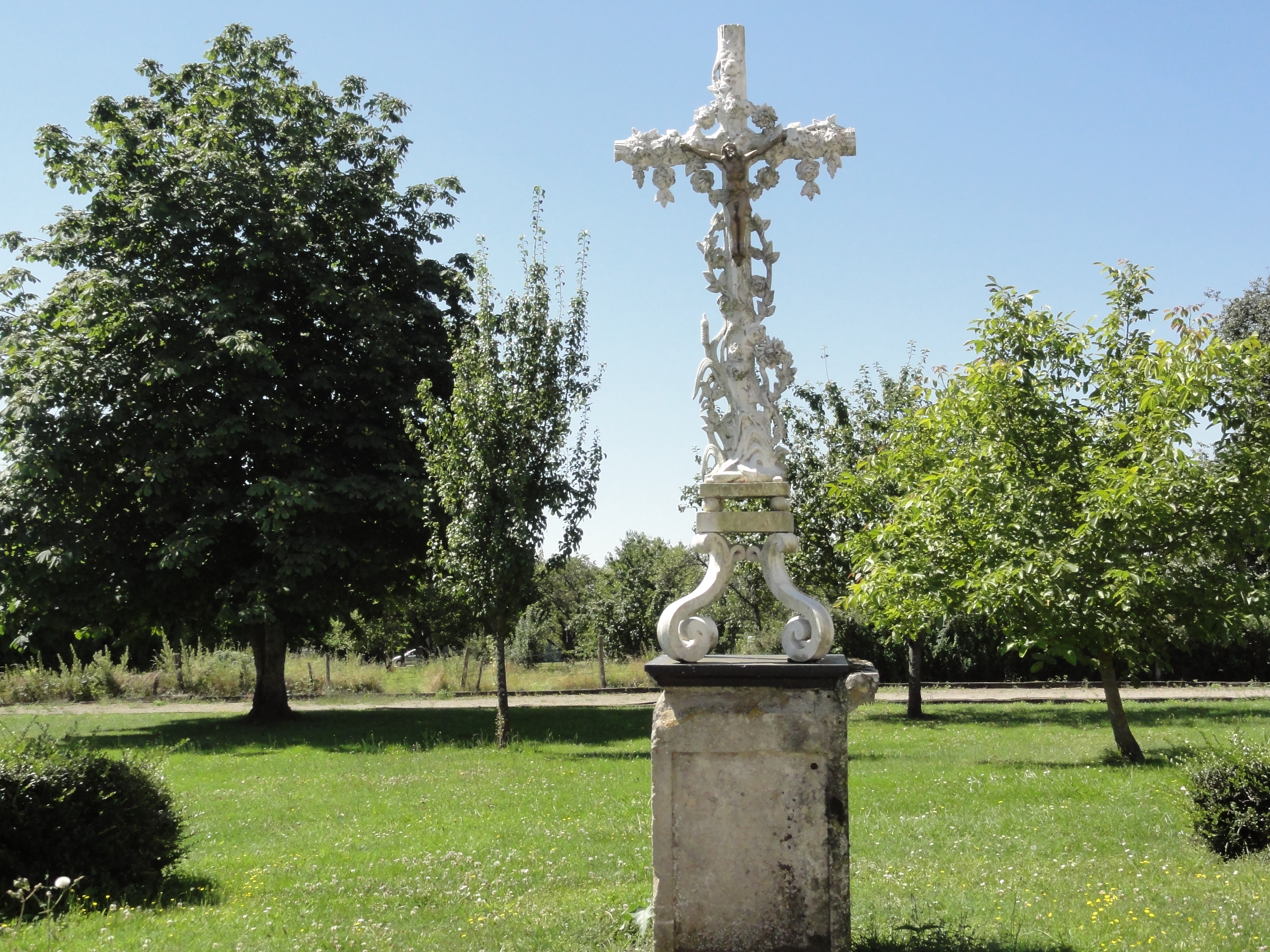
Croix de chemin.

- Église Saint-Maurice.
- Monument aux morts.
- Une pompe-fontaine.
- Une croix de chemin.

#### Site spéléologique
Au fil des années une vaste carrière souterraine de pierre de Savonnières percée depuis l'époque gallo-romaine jusqu'à nos jours s'est développée sous le village. Au fur et à mesure de la progression des carriers, les galeries ont recoupé des viailles, fissures karstiques qui parcourent l'intérieur de la roche. En plusieurs endroits ces viailles ont fini par se frayer un chemin verticalement afin de donner naissance à plusieurs gouffres (gouffre de la Besace, réseau de l'Avenir - Grande viaille, réseau de la Sonnette...) profonds d'une trentaine à une soixantaine de mètres. Ces gouffres sont dits aveugles car n'ayant aucun regard sur l'extérieur : leur seul accès se fait depuis l'intérieur de la carrière. La carrière souterraine et ses gouffres forment l'une des plus grandes zones karstiques du Nord-est de la France et attirent non seulement des spéléologues lorrains, mais aussi de Champagne-Ardenne, d'Île-de-France, de Picardie, de Nord-Pas-de-Calais, de Belgique... Sous la houlette de Daniel Prévot, l’Union spéléologique de l'agglomération nancéienne, club de spéléologie de Nancy (Meurthe-et-Moselle), a travaillé entre 1990 et 2010 sur le site de la carrière pour en établir un plan des cheminements principaux plus précis que le précéedent alors que l'Association spéléologique de Haute-Marne, club de spéléologie de Saint-Dizier (Haute-Marne), équipe les gouffres en ancrages permanents afin d'en faciliter les visites, notamment lors d'initiations et stages fédéraux. Ayant été fortement polluée pendant des décennies, notamment lors de rave parties sauvages, la Ligue spéléologique lorraine (LISPEL) y a organisé, entre 2005 et 2018, un week-end de nettoyage auquel était conviée la population locale.
L'accès à l'ensemble des carrières souterraines de la commune est réglementé par arrêté municipal.